# 小野町
小野町（おのまち）は、福島県中通り中部に位置し、田村郡に属する町。
小野小町の生誕伝説がある町として知られる。

## 地理
阿武隈高地の中部、中通りの東部に位置する。四方を標高700メートルを越える山々に囲まれ、町の中央を太平洋に注ぐ夏井川が爽やかに流れ、これに沿って平坦地を形づくっている。まわりを阿武隈高原中部県立自然公園に囲まれており、ここの北部には高柴山、東部には矢大臣山がありこれらを含め町内の3カ所が「福島緑の百景」に選定されるなど、優れた自然環境資源を誇っている。

### 隣接する自治体
- 郡山市
- 田村市
- いわき市
- 石川郡平田村

## 気候
寒暖の差が大きく気温の年較差、日較差が大きい顕著な大陸性気候である。
| 小野新町（1991年 - 2020年）の気候  | 小野新町（1991年 - 2020年）の気候 | 小野新町（1991年 - 2020年）の気候 | 小野新町（1991年 - 2020年）の気候 | 小野新町（1991年 - 2020年）の気候 | 小野新町（1991年 - 2020年）の気候 | 小野新町（1991年 - 2020年）の気候 | 小野新町（1991年 - 2020年）の気候 | 小野新町（1991年 - 2020年）の気候 | 小野新町（1991年 - 2020年）の気候 | 小野新町（1991年 - 2020年）の気候 | 小野新町（1991年 - 2020年）の気候 | 小野新町（1991年 - 2020年）の気候 | 小野新町（1991年 - 2020年）の気候 |
| 月                                 | 1月                               | 2月                               | 3月                               | 4月                               | 5月                               | 6月                               | 7月                               | 8月                               | 9月                               | 10月                              | 11月                              | 12月                              | 年                                |
| ---------------------------------- | --------------------------------- | --------------------------------- | --------------------------------- | --------------------------------- | --------------------------------- | --------------------------------- | --------------------------------- | --------------------------------- | --------------------------------- | --------------------------------- | --------------------------------- | --------------------------------- | --------------------------------- |
| 最高気温記録 °C （°F）             | 14.6 (58.3)                       | 19.3 (66.7)                       | 23.1 (73.6)                       | 28.9 (84)                         | 33.2 (91.8)                       | 34.8 (94.6)                       | 35.8 (96.4)                       | 36.0 (96.8)                       | 33.7 (92.7)                       | 29.8 (85.6)                       | 24.5 (76.1)                       | 18.0 (64.4)                       | 36.0 (96.8)                       |
| 平均最高気温 °C （°F）             | 3.9 (39)                          | 4.9 (40.8)                        | 8.9 (48)                          | 15.3 (59.5)                       | 20.8 (69.4)                       | 23.9 (75)                         | 27.5 (81.5)                       | 28.7 (83.7)                       | 24.4 (75.9)                       | 18.5 (65.3)                       | 12.8 (55)                         | 6.8 (44.2)                        | 16.4 (61.5)                       |
| 日平均気温 °C （°F）               | −0.7 (30.7)                       | −0.1 (31.8)                       | 3.2 (37.8)                        | 8.8 (47.8)                        | 14.3 (57.7)                       | 18.2 (64.8)                       | 22.2 (72)                         | 23.1 (73.6)                       | 19.1 (66.4)                       | 12.9 (55.2)                       | 6.8 (44.2)                        | 1.8 (35.2)                        | 10.8 (51.4)                       |
| 平均最低気温 °C （°F）             | −4.8 (23.4)                       | −4.6 (23.7)                       | −1.9 (28.6)                       | 2.7 (36.9)                        | 8.3 (46.9)                        | 13.6 (56.5)                       | 18.2 (64.8)                       | 19.0 (66.2)                       | 14.9 (58.8)                       | 8.1 (46.6)                        | 1.5 (34.7)                        | −2.6 (27.3)                       | 6.0 (42.8)                        |
| 最低気温記録 °C （°F）             | −17.1 (1.2)                       | −17.1 (1.2)                       | −18.0 (−0.4)                      | −8.5 (16.7)                       | −1.8 (28.8)                       | 2.9 (37.2)                        | 6.9 (44.4)                        | 7.8 (46)                          | 1.4 (34.5)                        | −3.6 (25.5)                       | −7.7 (18.1)                       | −18.8 (−1.8)                      | −18.8 (−1.8)                      |
| 降水量 mm （inch）                 | 43.6 (1.717)                      | 36.4 (1.433)                      | 76.0 (2.992)                      | 91.2 (3.591)                      | 97.7 (3.846)                      | 117.3 (4.618)                     | 175.5 (6.909)                     | 145.8 (5.74)                      | 197.5 (7.776)                     | 137.8 (5.425)                     | 60.8 (2.394)                      | 41.2 (1.622)                      | 1,220.6 (48.055)                  |
| 平均降水日数 （≥1.0 mm）           | 6.8                               | 5.9                               | 9.2                               | 10.0                              | 10.3                              | 12.0                              | 13.8                              | 11.0                              | 11.8                              | 9.6                               | 7.2                               | 6.2                               | 114.0                             |
| 平均月間日照時間                   | 156.5                             | 162.2                             | 188.3                             | 193.5                             | 197.8                             | 143.6                             | 146.0                             | 167.9                             | 131.4                             | 136.3                             | 150.2                             | 151.8                             | 1,933.3                           |
| 出典1：Japan Meteorological Agency |                                   |                                   |                                   |                                   |                                   |                                   |                                   |                                   |                                   |                                   |                                   |                                   |                                   |
| 出典2：気象庁                      |                                   |                                   |                                   |                                   |                                   |                                   |                                   |                                   |                                   |                                   |                                   |                                   |                                   |

## 歴史

### 年表
- 1889年（明治22年）4月1日 - 飯豊村、小野新町村、夏井村が誕生。
- 1896年（明治29年）7月1日 - 小野新町村が、小野新町となる。
- 1915年（大正4年）3月21日 - 平郡西線（現在の磐越東線）三春 - 小野新町間が開業。
- 1955年（昭和30年）2月1日 - 小野新町、飯豊村、夏井村が合併し、小野町誕生。
- 1995年（平成7年）8月2日 - 小野インターチェンジが供用開始。

### 行政区域変遷
- 変遷の年表

| 小野町町域の変遷（年表） | 小野町町域の変遷（年表） | 小野町町域の変遷（年表） |
| 年                       | 月日                     | 現小野町町域に関連する行政区域変遷 |
| ------------------------ | ------------------------ | --- |
| 1889年（明治22年）       | 4月1日                   | 町村制施行により、以下の村が発足。 - 小野新町村 ← 皮籠石村・雁股田村・小野新町村・谷津作村・小野赤沼村・菖蒲谷村 - 飯豊村 ← 飯豊村・吉野辺村・浮金村・小野山神村・小戸神村 - 夏井村 ← 北田原井村・南田原井村・塩庭村・上羽出庭村・和名田村・湯沢村 |
| 1896年（明治29年）       | 7月1日                   | 小野新町村は町制施行し小野新町になる。 |
| 1955年（昭和30年）       | 2月1日                   | 小野新町・飯豊村・夏井村が合併し小野町が発足。 |

- 変遷表

| 小野町町域の変遷表 | 小野町町域の変遷表 | 小野町町域の変遷表  | 小野町町域の変遷表 | 小野町町域の変遷表  | 小野町町域の変遷表    | 小野町町域の変遷表 | 小野町町域の変遷表 |
| 1868年 以前        | 1868年 以前        | 明治元年 - 明治22年 | 明治22年 4月1日    | 明治22年 - 昭和19年 | 昭和20年 - 昭和64年   | 平成元年 - 現在    | 現在               |
| ------------------ | ------------------ | ------------------- | ------------------ | ------------------- | --------------------- | ------------------ | ------------------ |
|                    | 皮籠石村           | 皮籠石村            | 小野新町村         | 明治29年7月1日 町制 | 昭和30年2月1日 小野町 | 小野町             | 小野町             |
|                    | 雁股田村           |                     | 小野新町村         | 明治29年7月1日 町制 | 昭和30年2月1日 小野町 | 小野町             | 小野町             |
|                    | 小野新町村         |                     | 小野新町村         | 明治29年7月1日 町制 | 昭和30年2月1日 小野町 | 小野町             | 小野町             |
|                    | 谷津作村           |                     | 小野新町村         | 明治29年7月1日 町制 | 昭和30年2月1日 小野町 | 小野町             | 小野町             |
|                    | 赤沼村             | 明治10年 小野赤沼村 | 小野新町村         | 明治29年7月1日 町制 | 昭和30年2月1日 小野町 | 小野町             | 小野町             |
|                    | 菖蒲谷村           |                     | 小野新町村         | 明治29年7月1日 町制 | 昭和30年2月1日 小野町 | 小野町             | 小野町             |
|                    | 飯豊村             | 飯豊村              | 飯豊村             | 飯豊村              | 昭和30年2月1日 小野町 | 小野町             | 小野町             |
|                    | 吉野辺村           |                     | 飯豊村             | 飯豊村              | 昭和30年2月1日 小野町 | 小野町             | 小野町             |
|                    | 浮金村             |                     | 飯豊村             | 飯豊村              | 昭和30年2月1日 小野町 | 小野町             | 小野町             |
|                    | 小野山神村         |                     | 飯豊村             | 飯豊村              | 昭和30年2月1日 小野町 | 小野町             | 小野町             |
|                    | 小戸神村           |                     | 飯豊村             | 飯豊村              | 昭和30年2月1日 小野町 | 小野町             | 小野町             |
|                    | 北田原井村         | 北田原井村          | 夏井村             | 夏井村              | 昭和30年2月1日 小野町 | 小野町             | 小野町             |
|                    | 南田原井村         |                     | 夏井村             | 夏井村              | 昭和30年2月1日 小野町 | 小野町             | 小野町             |
|                    | 小塩村             | 明治5年 塩庭村      | 夏井村             | 夏井村              | 昭和30年2月1日 小野町 | 小野町             | 小野町             |
|                    | 下羽出庭村         | 明治5年 塩庭村      | 夏井村             | 夏井村              | 昭和30年2月1日 小野町 | 小野町             | 小野町             |
|                    | 上羽出庭村         |                     | 夏井村             | 夏井村              | 昭和30年2月1日 小野町 | 小野町             | 小野町             |
|                    | 和名田村           |                     | 夏井村             | 夏井村              | 昭和30年2月1日 小野町 | 小野町             | 小野町             |
|                    | 湯沢村             |                     | 夏井村             | 夏井村              | 昭和30年2月1日 小野町 | 小野町             | 小野町             |

## 地域
| 小野町（に相当する地域）の人口の推移 \| 1970年（昭和45年） \| 15,498人 \| \| \| 1975年（昭和50年） \| 14,516人 \| \| \| 1980年（昭和55年） \| 14,085人 \| \| \| 1985年（昭和60年） \| 13,854人 \| \| \| 1990年（平成2年） \| 13,431人 \| \| \| 1995年（平成7年） \| 13,306人 \| \| \| 2000年（平成12年） \| 12,555人 \| \| \| 2005年（平成17年） \| 12,105人 \| \| \| 2010年（平成22年） \| 11,202人 \| \| \| 2015年（平成27年） \| 10,475人 \| \| \| 2020年（令和2年） \| 9,471人 \| \| |          |  |
| 総務省統計局 国勢調査より |          |  |
| 1970年（昭和45年） | 15,498人 |  |
| 1975年（昭和50年） | 14,516人 |  |
| 1980年（昭和55年） | 14,085人 |  |
| 1985年（昭和60年） | 13,854人 |  |
| 1990年（平成2年） | 13,431人 |  |
| 1995年（平成7年） | 13,306人 |  |
| 2000年（平成12年） | 12,555人 |  |
| 2005年（平成17年） | 12,105人 |  |
| 2010年（平成22年） | 11,202人 |  |
| 2015年（平成27年） | 10,475人 |  |
| 2020年（令和2年） | 9,471人  |  |

### 警察
- 田村警察署小野分庁舎

### 医療機関

公立小野町地方綜合病院

- 公立小野町地方綜合病院

### 教育

#### 高校
- 福島県立小野高等学校

#### 中学校
- 小野町立小野中学校

- 平成26年に閉校し小野中学校に統合した中学校

浮金中学校

#### 小学校
- 小野町立小野小学校　（令和2年4月、町内4小学校を統廃合）

近年の児童数の減少により、小学校を1校とする統合を進め、学校の適正規模化を図った。統合スタイルは町内4小学校について「対等」とし、小野新町小学校を「仮校舎」として学校運営を行ない、今後、新たな小学校校舎の建設整備を行なう予定。
- 令和2年の統廃合によって閉校した小学校

小野新町小学校、飯豊小学校、浮金小学校、夏井第一小学校
- 平成22年3月に極小規模学校統合により閉校した小学校

小戸神小学校（小野新町小学校に統合）、夏井第二小学校（夏井第一小学校に統合）

## 経済

### 農業
- 総農家数：890（2005年）

### 工業
- 製造業従業員数：1,629人（2008年）

#### 主な製造工場
- 東レACE福島工場
- アルパインマニュファクチャリング小野町工場

### 商業
- 卸売業従業員数：33人（2007年）
- 小売業従業員数：907人（2007年）

### 郵便
- 小野新町郵便局（集配局）
- 夏井郵便局（集配局）
- 田村飯豊郵便局（集配局）
- 小町簡易郵便局
- 浮金簡易郵便局

### 金融
- 東邦銀行1支店
- 大東銀行1支店
- 郡山信用金庫1支店

## 交通

### 鉄道
- 東日本旅客鉄道
  - ■磐越東線
    - 夏井駅 - 小野新町駅

### バス
路線バス
- 福島交通による運行、町内に福島交通小野出張所が所在する。
- 新常磐交通により小野駅前から川内村まで運行されている（平日2往復）
- かつてはJRバス関東の路線運行もあり車庫も存在していたが、現在は廃止されている。

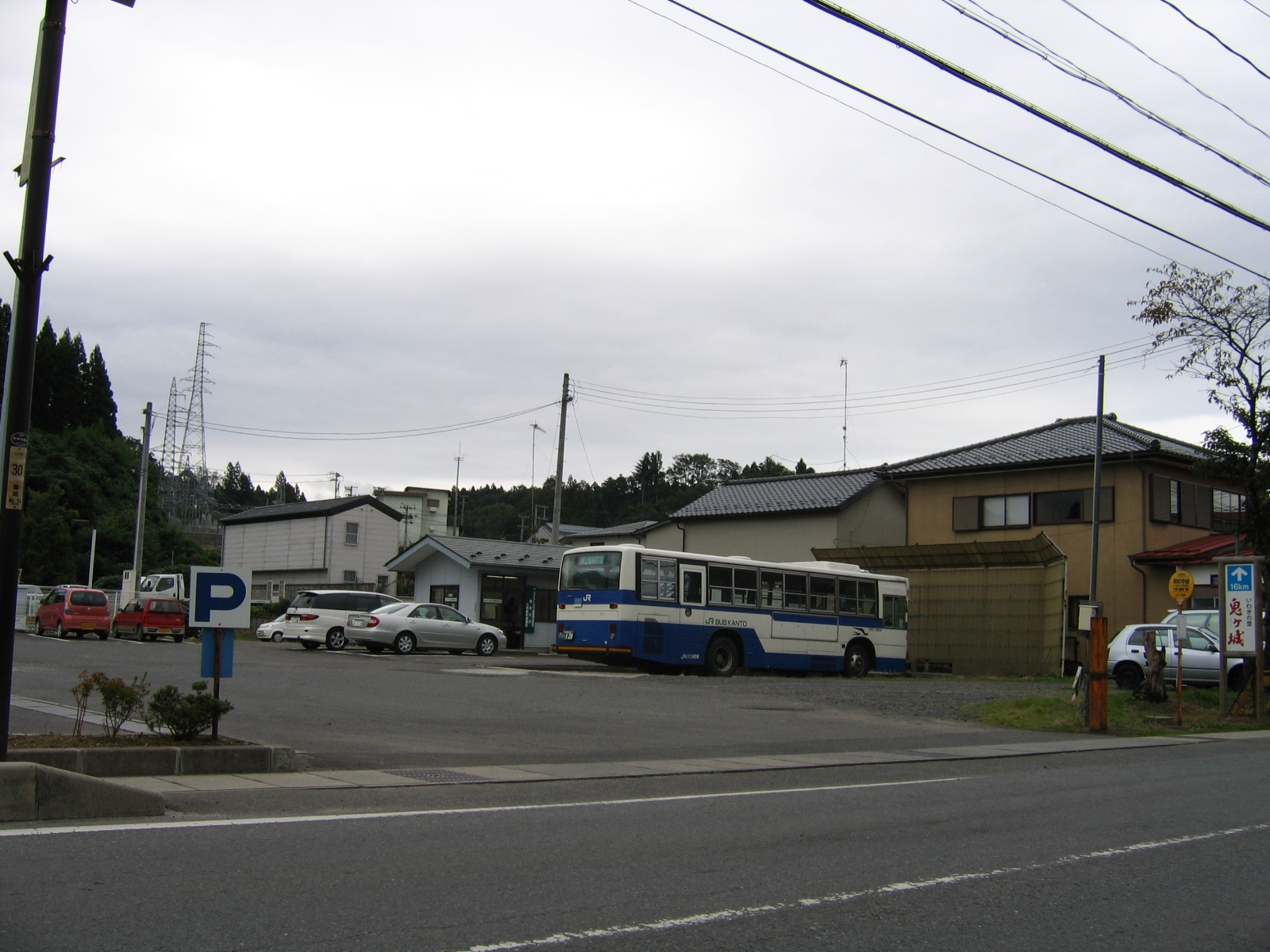
JRバス関東旧小野新町車庫
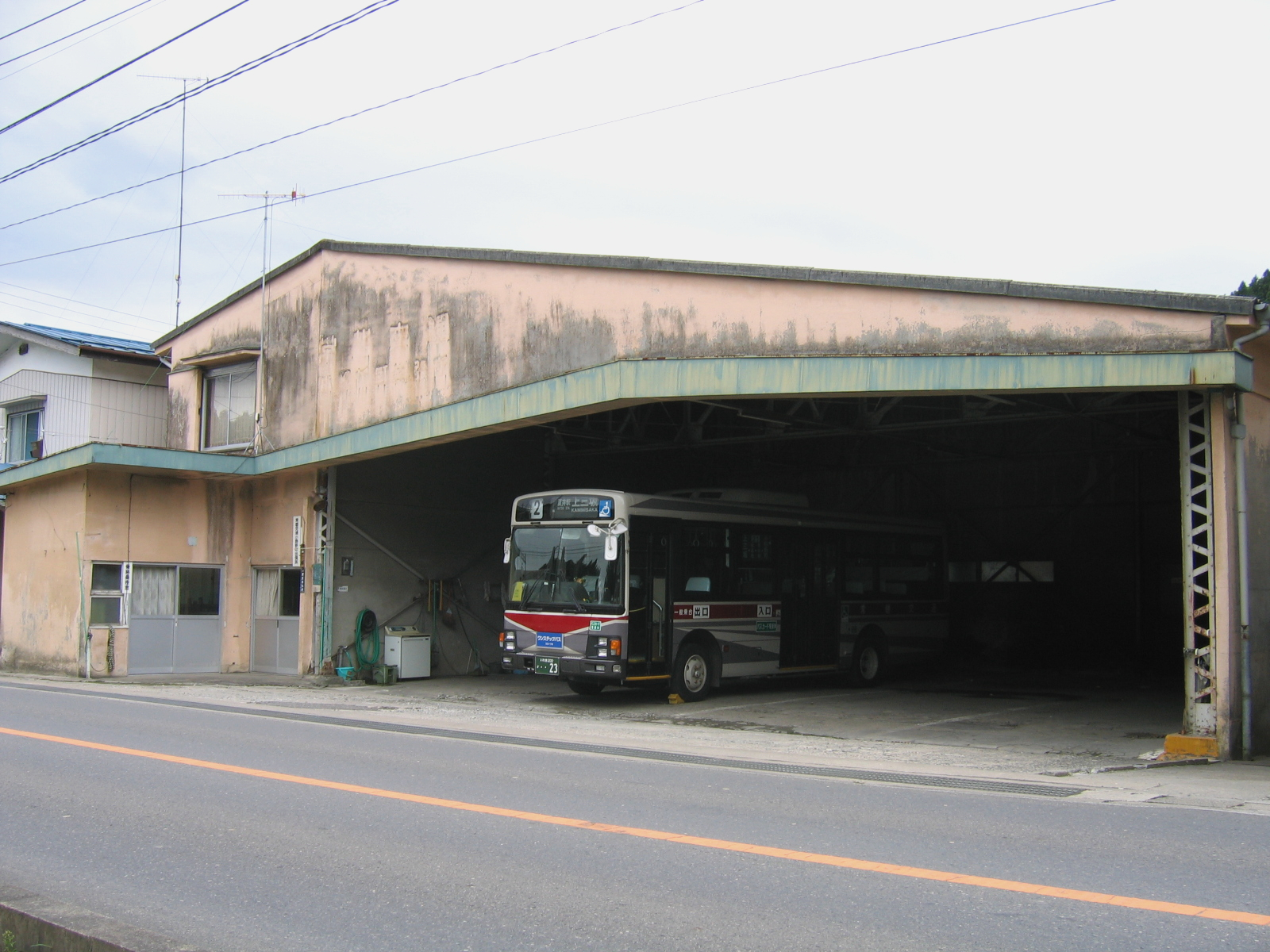
常磐交通自動車旧小野新町車庫(2005年10月撮影)

高速バス
- 会津若松 - 郡山 - いわき線
- 福島 - いわき線
  - 「小野インター」停留所

### 道路
- 高速道路
  - E49磐越自動車道
    - 小野IC

  - E80あぶくま高原道路
    - 小野IC
- 一般国道
  - 国道349号
- 主要地方道
  - 福島県道13号小野田母神線
  - 福島県道19号船引大越小野線
  - 福島県道20号いわき上三坂小野線
  - 福島県道36号小野富岡線
  - 福島県道41号小野四倉線
  - 福島県道42号矢吹小野線
  - 福島県道65号小野郡山線
  - 福島県道66号小名浜小野線
- 一般県道
  - 福島県道136号平田小野線
  - 福島県道286号鴇子夏井停車場線
  - 福島県道396号神俣停車場小野線

## 観光

諏訪神社の翁杉・媼杉

- 諏訪神社の翁杉・媼杉（国の天然記念物、1937年（昭和12年）12月21日指定）
- 東堂山万福寺
- リカちゃんキャッスル
- こまちダム
- 高柴山

## 著名な出身者
- 小泉武夫（農学者）
- 丘灯至夫（作詞家）
- 中野光雄（富士紡ホールディングス会長兼社長、日本紡績協会会長）
- 吉田武（歌人、「福島県県民の歌」を作詞）
- 林家彦三（落語家）

## 引用・参考文献
- 小野町産業支援トップ